# ریوتئی

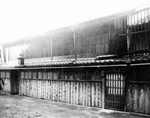
نمایی از یک رستوران ریوتئی در سال ۱۸۷۵

ریوتئی (به ژاپنی: 料亭) نوعی رستوران بسیار گرانقیمت در کشور ژاپن است.
این رستوران‌ها از قبول افراد عادی خودداری می‌کنند. آنها فقط مشتریانی را قبول می‌کنند که توسط که مشتریان قدیمی و صاحب اعتماد توصیه شده باشند. این رستوران اغلب شما تفریحاتی نظیر گیشا نیز می‌باشند، البته در دوران کنونی کمتر این موضوع رواج دارد. این رستوران‌ها اغلب مکانی برای انجام قرار دادهای بزرگ سیاسی یا اقتصادی است.